# Poliochni
Poliochni (griechisch Πολιόχνη) ist eine prähistorische Stadt auf der griechischen Ägäisinsel Limnos. Die ältesten der sieben archäologischen Ausgrabungsschichten weisen auf eine früheste Besiedlung im 5. oder 4. Jahrtausend v. Chr. hin, was Poliochni auch den Beinamen als „älteste Stadt Europas“ eintrug. Den Höhepunkt seiner urbanen Entwicklung erreichte Poliochni in der Frühen Bronzezeit zwischen etwa 3200 und 2000 v. Chr.

## Frühgeschichte
Die Lage der Insel in der nordöstlichen Ägäis, in unmittelbarer Nähe der Meerenge der Dardanellen (Hellespont), machte sie schon früh zu einem kulturellen und ökonomischen Zentrum dieser Region. Poliochni, nahe dem Kap Vroskopos im Südosten der Insel gelegen, war in der frühen Bronzezeit im 3. Jahrtausend v. Chr. zu einer mauerbewehrten Küstensiedlung angewachsen, verfügte über ein Abwassersystem, gepflasterte Straßen und kommunale Versammlungsplätze. Der Stadt gegenüber lag am kleinasiatischen Festland Troja. Eine weitere Siedlung aus dieser Zeit wurde bei Ausgrabungen auf der kleinen vorgelagerten Insel Koukonisi entdeckt.
Das ursprüngliche Poliochni wurde in der zweiten Hälfte des 3. Jahrtausends v. Chr. zerstört und verlassen, möglicherweise war ein Erdbeben die Ursache, alternativ werden Konflikte angenommen. Während des 2. Jahrtausends v. Chr. kam es nur zu vorübergehenden Wiederbesiedlungen.

## Gegenwart
Die Ruinen gehören zu den Sehenswürdigkeiten der Insel und archäologische Funde aus der Frühzeit Poliochnis werden im Archäologischen Museum des Hauptorts Myrina ausgestellt. Der griechische Staat hat die archäologische Stätte von Poliochni mit dem Europäischen Kulturerbe-Siegel ausgezeichnet.